# Петровка (Кош-Єлгинська сільська рада)
Петро́вка (рос. Петровка, башк. Петровка) — присілок у складі Біжбуляцького району Башкортостану, Росія. Входить до складу Кош-Єлгинської сільської ради.
Населення — 139 осіб (2010; 128 в 2002).
Національний склад:
- чуваші — 98 %